# San Pietro di Morubio
San Pietro di Morubio (velenceiül San Piero de Morubio) település Olaszországban, Veneto régióban, Verona megyében Lakosainak száma 3055 fő (2023. január 1.). San Pietro di Morubio Bovolone, Isola Rizza, Roverchiara, Cerea és Angiari községekkel határos.

## Népesség
A település népességének változása:
| Lakosok száma | 3008 | 2979 | 3055 |
|               | 2017 | 2018 | 2023 |